# Anacron
anacron은 cron에 의해 전통적으로 수행되지만 시스템이 지속적으로 동작할 것으로 가정하지 않는 상황에서 주기적인 명령어 스케줄링을 수행하는 컴퓨터 프로그램이다. 그러므로 날마다, 주마다, 달마다 하루 24시간 실행하지 않는 시스템상의 작업(job)의 실행을 통제하는 것이 가능하다. anacron은 Christian Schwarz가 유닉스 운영 체제용으로 펄로 처음 구현했다. 나중에 Itai Tzur에 의해 C로 재개발되었다.

## 같이 보기
- 유닉스 명령어 목록